# 在臺猶太人

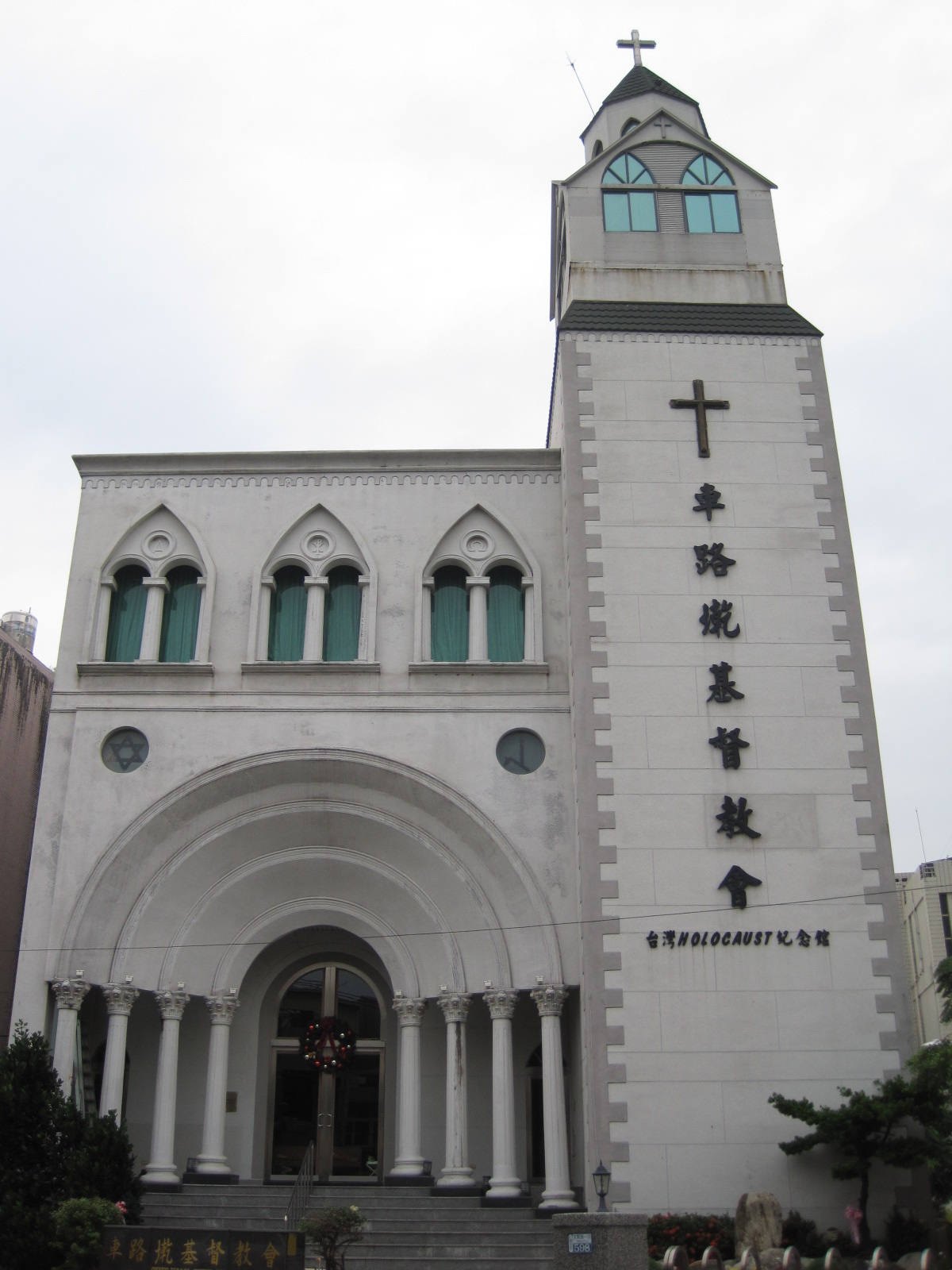
臺南仁德區車路墘教會，也是「台灣HOLOCAUST和平紀念館」的所在地。

在臺猶太人是關於在臺灣的猶太人。

## 簡述
猶太人在臺第一次大規模的出現始於1950年代期間，當時在駐臺美軍的小聖堂裡舉行著平民也有參與的宗教禮拜儀式。而在1975年，艾恩宏（希伯來語：‎）拉比來臺，成為當地唯一的拉比。從那之後，臺灣猶太社群便由眾多的外國商務主管與他們的家人所組成，且頻繁地有來臺的訪客加入。在艾恩宏拉比的帶領下，假日禮拜在臺北各種飯店所舉行。在艾恩宏拉比與臺北喜來登大飯店管理部門的協議之下，那裡有著每週禮拜、潔食與艾恩宏拉比的猶太圖書館。艾恩宏現在管理臺灣第一間猶太會堂，該會堂位於台北市松山區民生東路四段54號11樓(明志大樓)。參與者在聖潔日左右最多，約在60到100人之間 。
因為以色列與中華人民共和國有完全的外交關係，所以並未正式承認中華民國。然而以色列仍保留了駐臺北以色列經濟文化辦事處（ISECO）。在2006年，以色列與台灣之間的雙邊貿易額有十三億美金。
在這個時間點，臺灣大約有150名猶太人，比1971年中華民國在聯合國還有外交代表時的數字稍低。
2002年時，臺南縣仁德鄉（今臺南市仁德區）的保安建了一座「台灣HOLOCAUST和平紀念館」，以紀念在德國猶太人大屠殺中罹難的猶太人，並介紹諸多以色列文物歷史。該博物館由卓枝安牧師創立，他是一位關注彌賽亞猶太主義（該思想被大多數基督徒與猶太教徒認為是基督宗教的一種形式）的臺灣牧師，在日本完成他的宗教教育。卓枝安牧師退休後，由其四子卓健誠牧師接任，爾後，卓健誠牧師屆退，由其長子卓榮一牧師接任。該館為歷任駐台北以色列經濟文化辦事處代表與來台以色列官員必定造訪之處。
在2011年9月18日，由於臺灣猶太社群的成長，所以在臺北101成立了臺灣第二間的猶太會堂——臺北猶太會堂（The Taipei Jewish Center）
。
根據近來的統計，在臺約居住有800－1,000名猶太人，其中90－95%居住在北臺灣。